# Marquesado de la Quadra
El marquesado de la Quadra (también: de la Cuadra) es un título nobiliario español, creado el 31 de marzo de 1757 por el rey  Fernando VI, con el Vizcondado previo de San Agustín, a favor de Luis Carbonell y de Ferraz,  I barón de Guía Real. 
Luis Carbonell y de Ferraz era caballero de la Orden de Santiago, regidor decano de la ciudad de Barcelona, y Teniente Coronel de Dragones. Había obtenido anteriormente el título de barón de Guía Real el 12 de diciembre de 1752, de manos del mismo rey. Recibió ambos títulos en atención a sus méritos y servicios, así como a los de su padre  José Carbonell, Coronel de Infantería, que sirvió de guía al rey Felipe V en 1706, cuando se levantó el sitio de Barcelona. Su ascendiente, Pedro Carbonell, había sido honrado por Fernando el Católico, el 23 de febrero de 1481, con el Privilegio de Generoso, por sus méritos en la liberación de la reina Juana Enríquez, que se hallaba sitiada en Gerona.
Título caducado en la actualidad.

## Marqueses de la Quadra
|                                 | Titular                            | Periodo                         |
| Creación por el rey Fernando VI | Creación por el rey Fernando VI    | Creación por el rey Fernando VI |
| ------------------------------- | ---------------------------------- | ------------------------------- |
| I                               | Luis Carbonell y de Ferraz         | 1757-                           |
| II                              | José María de Oliveras y Ros       | 1796-                           |
| III                             | Juan María de Oliveras y Carbonell | 1830-                           |

## Historia de los marqueses de la Quadra
- Luis Carbonell y de Ferraz, I marqués de la Quadra, I vizconde San Agustín, I barón de Guía Real, Caballero de la Orden de Santiago, Regidor Decano de la Ciudad de Barcelona, y Teniente Coronel de Dragones.

Le sucedió, el 30 de mayo de 1796:
- José María de Oliveras y Ros, II marqués de la Quadra.

Le sucedió, en 1830:
- Juan María de Oliveras y Carbonell, III marqués de la Quadra.